# Святые Дары
Святы́е Дары́ — в исторических церквях — Тело и Кровь Христа, имеющие вид хлеба и вина.
Святые Дары приготовляются архиереем или священником на литургии во время евхаристического канона для причащения христиан. Согласно вероучению, сам Святой Дух пресуществляет (или прелагает) предложенные хлеб (Евхаристический Агнец, вырезанный из просфоры) в Тело Христово, а вино — в Кровь Христову. Святые Дары потребляются (с молитвенным благоговением съедаются) верующими непосредственно на литургии, где они и освящаются, а запасные Дары, используемые для причастия, вне литургии хранятся в дарохранительнице, которая у православных располагается на престоле в алтаре, а у католиков, обычно, за алтарём; переносятся туда в дароносице.

## Православие
В православии Святые Дары приготовляются священником на проскомидии (первой части литургии). Хлеб для Святых Даров, называемый просфорой, выпекают из квасного (дрожжевого) теста — из пшеничной муки, замешанной на воде с солью. Вино для причастия берут только чистое виноградное, чаще всего красное. В Русской православной церкви с XIX века вошло в обычай совершать Евхаристию только на сладких красных винах типа кагор, хотя канонически не запрещается служение на полусладких или сухих винах. Красный цвет вина символизирует Кровь Христову. Смешивание вина с водой производится в византийском обряде в воспоминание того, что из ребра Спасителя, пронзённого копьём римского воина, истекли кровь и вода, а также по слову апостола Иоанна: «И три свидетельствуют на земле: дух, вода и кровь; и сии три об одном» (1Ин. 5:7). В западном обряде смешивание происходит один раз, в византийском — дважды (повторное доливание горячей воды (теплоты) в Чашу).
Святые Дары преждеосвящённые и запасные — это хлеб и вино, освящённые заранее. Запасные Святые Дары служат для причащения больных на дому; обычно их освящают за литургией в Великий четверг, но при необходимости запасные Святые Дары могут быть заготовлены за любой литургией в течение года.
Святые Дары хранятся в особом сосуде, называемом дарохранительницей, на престоле в алтаре. Для переноса Святых Даров используется дароносица.

## Католицизм
В католицизме латинского обряда литургический хлеб, называемый гостией, как правило (в обычной ситуации) пресный (pane azymo), представляет собой небольшие пластинки круглой формы. Фома Аквинский настаивал, что для Евхаристии должен использоваться исключительно "пшеничный хлеб" (panis triticeus). При этом он допускал причастие с использованием и квасного (fermentatus) хлеба (Сумма теологии, III, 74, 4). Традиционно для евхаристии используется белое вино, обязательно смешивается с водой. Грекокатолики используют квасной хлеб и красное вино, как и православные. В католическом литургическом календаре существует Праздник Тела и Крови Христовых, в который Святые Дары в особой дароносице (монстранции) в ходе торжественной процессии проносятся вокруг храма или по улицам города.

## Древневосточные православные церкви
В Древневосточных православных церквях традиция приготовления Святых Даров различна. В Коптской православной церкви, согласно воспринятой ими греческой традиции, используется квасной хлеб и красное разбавленное вино. Особенностью сирийской традиции является особый хлеб, приготовленный с добавлением соли и масла. В Армянской апостольской церкви традиционен пресный хлеб и красное неразбавленное вино. Армянская церковь не наделяет догматическим смыслом способ приготовления хлеба и вина, и считает, что все отличия происходят от местных традиций.

## Спор об опресноках
Спор об опресноках — полемика, которая возникла между греческими и латинскими богословами в 1053 году, о том какой хлеб (пресный или квасной) нужно использовать в таинстве Евхаристии.
Аргумент к обоснованию квасного литургического хлеба отдельные сторонники этой традиции видят в греческом тексте Евангелий, где описывается установление Евхаристии Иисусом Христом на Тайной Вечере. Греческое слово «ἄρτος» (а́ртос), буквально — «хлеб», использованное евангелистами, толкуется ими в смысле квасного хлеба и указывается, что опресноки в Библии обозначаются словом «ἄζυμος» (а́зимос), буквально — «пресный». Таким образом утверждается мысль, что квасной хлеб заповедан Самим Богом, и что использование опресноков является «отступничеством».
Библия свидетельствует, что для древних греков «артос» был понятием нейтральным и о составе хлеба не говорил. Так в Септуагинте, в книге Исход «артос», в сочетании с «азимосом» и без такого сочетания, упоминается именно как пресный хлеб, приготовленный для религиозной церемонии:
и хлебов (ἄρτους) пресных (ἄζυμους), и опресноков, смешанных с елеем, и лепешек пресных, помазанных елеем: из муки пшеничной сделай их, положи их в одну корзину, и принеси их в корзине… Исх. 29:2
и один круглый хлеб (ἄρτον), одну лепешку на елее и один опреснок из корзины… Исх. 29:23
В тексте молитвы Отче наш в Евангелии от Матфея и в Евангелии от Луки: др.-греч. «τὸν ἄρτον, ἡμῶν τὸν ἐπιούσιον δὸς ἡμῖν σήμερον» — «хлеб наш насущный подавай нам на каждый день», слово «ἄρτον» (винительный падеж от слова «ἄρτος») означает однозначно «хлеб», без уточнения его состава.
Спор о том, какой хлеб следует использовать для евхаристии − квасной или пресный, − послужил одной из формальных причин Великой схизмы.